# Симонопетра
Симонопетра (на гръцки: Σιμωνόπετρα, в превод Симоновата скала) е един от 20-те манастира на Света гора, 13-и поред в йерархията. Издигнат е на скалисто възвишение на височина 330 метра и се извисява над морето като непристъпна крепост. Днес е обитаван основно от гръцки монаси.

## История
Манастирът е основан през 1257 г. от преподобни Симон. Изграждането му е завършено от серския деспот Йоан Углеша през XIV век. През 1590 г. е достроена западната част на манастира, през 1891 – източната.
Голям пожар през 1570 г. унищожава манастирската библиотека. Друг голям пожар поврежда множество ръкописи и през 1622 година. Пожар унищожава множество манастирски сгради и ценности и през 1891 година. Поради това манастирът многократно се преустройва. Въпреки бедствията в Симонопетра и до днес се пази уникална библиотека от гръцки и латински ръкописи.
Руският поклонник Исай пише, че към края на XV век манастирът е български.
В манастира има 4 храма, а извън територията му още 8 по-малки църкви и параклиси. Главният храм (католикон) е посветен на Рождество Христово. Построен е през 1600 г. и е преустройван след големия пожар през 1891 г.
Понастоящем в манастира живеят постоянно от 80 до 90 монаси.

## Реликви
Сред многото светини на манастира, най-голямата ценност представлява десницата на света Мария Магдалина, останала нетленна повече от 2000 години, частица от Животворния кръст, частици от мощите на света Евдокия, света Варвара и др.

## Празници
Престолните празници на манастира са на Рождество Христово (25 декември или 7 януари стар стил) и в деня на света Мария Магдалина (22 юли или 4 август стар стил).